# Церква святого Дмитра (Щавник)
Церква св. Дмитра (Щавник) — колишній лемківський греко-католицький храм, збудований 1841 року в селі Щавник; з 1947 року — римо-католицький костел. Внесена до списку об'єктів на «Шляху дерев’яної архітектури в Малопольському воєводстві».

## Історичний огляд
Парафія села Щавник існувала ще з 1624 року, сучасна церковна будівля зведена 1841 року. Після операції «Вісла» храм передали римо-католикам.

## Архітектура та інтер'єр
Дерев'яна споруда храму збудована у лемківському стилі північного типу. Дзвіниця з банями і кованими хрестами розташована над бабинцем. Храм за планом є тридільний: презбітерій, закритий з трьох боків і з'єднаний з ризницею. У середині будівлі розташований іконостас, що був створений на межі XVIII i XIX ст., тоді як бокові вівтарі з'явилися 1729 року разом з іконами Оплакування Христа і Преображення Господнє. З XVII ст. у вівтарі міститься ікона Спаса Вседержителя. Водночас ікона Архангела Михайла перейшла до музею міста Нові-Сонч. Дзвін на одній з веж церкви датується 1707 роком.